# Oïa
L'Oïa (en russe : Оя) est une rivière de Russie qui coule dans le kraï de Krasnoïarsk en Sibérie centrale. C'est un affluent direct de l'Ienisseï en rive droite.

## Géographie
Le bassin versant de l'Oïa a une superficie de 4 500 km2 (surface de taille comparable à celle du département français des Hautes-Pyrénées ou encore à celle de la province de Luxembourg en Belgique).
Son débit moyen à l'embouchure est de 60 m3/s.
L'Oïa prend sa source dans la partie méridionale du krai de Krasnoïarsk, au sein des monts Saïan orientaux, au lac de l'Oïa (Oïskoïe en russe). Dans son cours supérieur, la rivière est un cours d'eau de montagne qui coule grosso modo d'est en ouest et effectue un parcours riche en boucles et méandres. Une fois arrivée au pied des montagnes, dans la cuvette de Minoussinsk, l'Oïa change d'orientation et adopte la direction du nord. Une cinquantaine de kilomètres plus loin, après avoir reçu de droite les eaux du Kebej, son affluent principal, la rivière s'oriente vers l'ouest puis le nord-ouest, et finit ainsi par confluer en rive droite avec l'Ienisseï, au niveau de la localité de Kazantsevo. 
L'Oïa est généralement prise dans les glaces depuis le mois de novembre, jusqu'à la seconde quinzaine du mois d'avril.

## Affluents

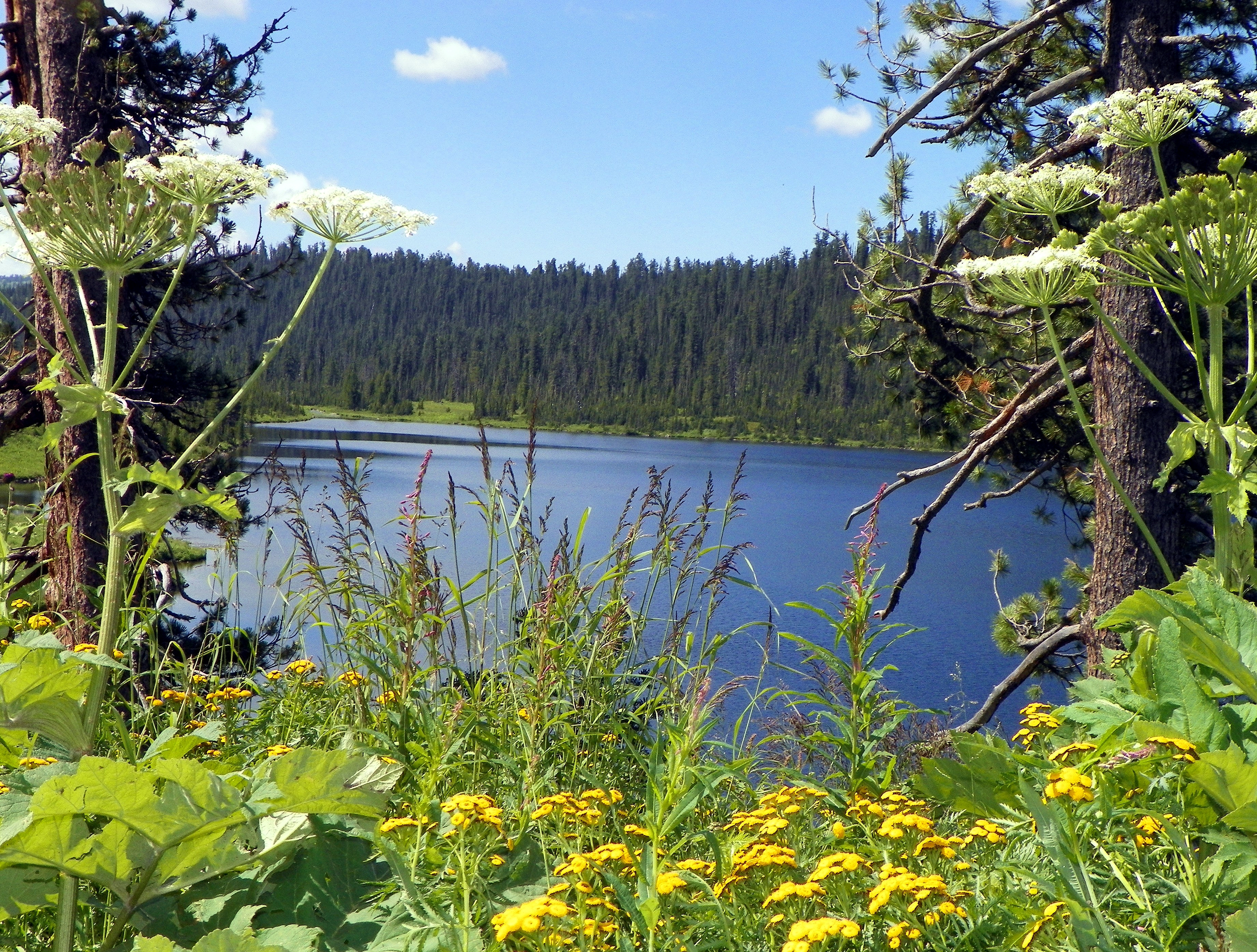
Lac de l'Oïa, source de la rivière.

- le Kebej (rive droite)

## Hydrométrie - Les débits à Iermakovskoïe
Le débit de l'Oïa a été observé pendant 45 ans (au long de la période 1946 - 1993) à Iermakovskoïe, station hydrométrique située à quelque 80 kilomètres de son confluent avec l'Ienisseï, à une altitude de 287 mètres. 
À la station d'Iermakovskoïe, le débit annuel moyen ou module observé sur cette période était de 33,7 m3/s pour une surface de drainage de 2 540 km2, soit plus ou moins 57 % de la totalité du bassin versant de la rivière qui compte plus ou moins 4 500 km2. Parmi les 43 % manquants, on doit compter 22 % pour la partie du bassin du Kebej étudiée par ailleurs.
La lame d'eau d'écoulement annuel dans le bassin se montait de ce fait à 418 millimètres, ce qui peut être considéré comme élevé, mais correspond aux valeurs généralement observées sur les cours d'eau issus du flanc nord des monts Saïan orientaux.
Les hautes eaux se déroulent au printemps, aux mois de mai et de juin, ce qui correspond au dégel et à la fonte des neiges du bassin. Dès le mois de juillet, le débit baisse fortement, et cette baisse se poursuit, mais plus lentement les mois suivants, laissant un débit assez important jusqu'au mois d'octobre.
Au mois de novembre, le débit de la rivière chute à nouveau, ce qui mène à la période des basses eaux ou étiage annuel. Celui-ci a lieu de novembre à mars inclus et correspond à l'hiver et aux importantes gelées qui s'étendent sur toute la Sibérie.  
Le débit moyen mensuel de l'Oïa observé en février (minimum d'étiage) est de 5,19 m3/s, soit environ 5 % du débit moyen du mois de juin 
(95,6 m3/s), ce qui illustre l'amplitude assez modérée (pour la Sibérie) des variations saisonnières. Les écarts de débit mensuel peuvent être cependant plus importants d'après les années : sur la durée d'observation de 45 ans, le débit mensuel minimal a été de 2,66 m3/s en mars 1951, tandis que le débit mensuel maximal s'élevait à 186 m3/s en mai 1980.
En ce qui concerne la période estivale, libre de glace (de mai à septembre inclus), le débit minimal observé a été de 9,79 m3/s en août 1974, ce qui restait assez consistant. 